# Tiếng Glosa
Tiếng Glosa (IPA tiếng Anh: /ɡloʊˈsɑː/) là một ngôn ngữ phụ trợ nhân tạo được thiết kế để giao tiếp quốc tế. Nó có một số đặc điểm sau:
- Có cách phát âm chuẩn và cách đánh vần theo ngữ âm.
- Cấu trúc rất đơn giản và dựa trên ý nghĩa.
- Là một ngôn ngữ phân tích không có biến tố hay giới tính. Một số ít từ xử lý các mối quan hệ ngữ pháp.
- Trên hầu hết, Glosa mang tính trung lập và thực sự mang tính quốc tế do sử dụng gốc tiếng Latin và tiếng Hy Lạp, vốn được sử dụng trong từ vựng khoa học quốc tế.